# 克瑟庫利湖
55°05′48″N 60°03′20″E / 55.09667°N 60.05556°E
克瑟庫利湖（俄语：Кысыкуль），是俄羅斯的湖泊，位於該國西南部車里雅賓斯克州，面積3平方公里，海拔高度332米，該湖泊平均水深2.7米，最大水深5.4米。